# Montreuil (Grenada)
Montreuil ist eine Siedlung im Nordosten des Inselstaates Grenada in der Karibik. 

## Geographie
Der Ort liegt  im Parish Saint Patrick am Nordhang des Berges Barique. Im Umkreis liegen die Siedlungen Tricolar, Elie Hall, L’Étage und Hermitage.
Nördlich der Siedlung erhebt sich der Hügel Punch Bowl auf 170 m.